# Hemyock
Hemyock is een civil parish in het bestuurlijke gebied Mid Devon, in het Engelse graafschap Devon. Hemyock had in 2011 2.163 inwoners.

## Geografie
Het dorp Hemyock ligt in het oosten van Devon, op ongeveer 8 kilometer van Wellington in Somerset. Hemyock is het grootste dorp in de Blackdown Hills en heeft een oppervlacte van ongeveer 2350 ha. De Culm stroomt door het dorp dat in de Culm vallei ligt. Op ongeveer 4 km stroomafwaarts van de Culm ligt Culmstock. Het dorp is een typische centrale plaats omgeven door een aantal gehuchten, zoals Culm Davey, Millhayes, Simonsburrow, Ashculme, Tedburrow, Madford en Mountshayne. Grotere plaatsen in de buurt zijn Honiton ten zuiden, Tiverton en Cullompton ten westen en Taunton in Somerset ten noordoosten van Hemyock.